# 别利科沃农村居民点
别利科沃农村居民点（俄语：Бельковское сельское поселение）是俄罗斯联邦布良斯克州波切普区所属的一个农村居民点。其下辖有12个居民点，行政中心为别利科沃。据2015年统计，该农村居民点的人口为691人。